# سانتاندر بانک پولسکا
سانتاندر بانک پولسکا (انگلیسی: Santander Bank Polska) شرکت خدمات مالی و بانکداری لهستانی است، که در سال ۲۰۰۱ توسط گروه سانتاندر تأسیس شد.